# Río Curuni
El río Curuni (en neerlandés: Coeroeni; pronunciado /kuruni/) es un río de Suramérica, un afluente del río Corentín. Nace en el noroeste de la región de Pará, en Brasil, al oeste de la sabana de Sipaliwini. El río serpentea hacia el norte a través de la selva y después de unos kilómetros sale de Brasil y le da forma a la frontera entre Guyana y Surinam, por el suroeste, zona que se encuentra aún en disputa, denominada región de Tigri. 
El río le da nombre al ressort, llamado Coeroeni.